# Cheiracanthiidae
Famille
Synonymes
- Eutichuridae Kishida, 1936

Les Cheiracanthiidae sont une famille d'araignées aranéomorphes.

## Distribution
Les espèces de cette famille se rencontrent sur tous les continents sauf aux pôles.

## Paléontologie
Cette famille est connue depuis le Néogène.

## Liste des genres
Selon World Spider Catalog (version 25.5, 26/01/2025) :
- Calamoneta Deeleman-Reinhold, 2001
- Calamopus Deeleman-Reinhold, 2001
- Cheiracanthium C. L. Koch, 1839
- Cheiraignotum Urones, 2024
- Cheiramiona Lotz & Dippenaar-Schoeman, 1999
- Ericaella Bonaldo, 1994
- Eutichurus Simon, 1897
- Fijimoneta Raven & Hebron, 2024
- Lessertina Lawrence, 1942
- Macerio Simon, 1897
- Radulphius Keyserling, 1891
- Sinocanthium Yu & Li, 2020
- Strotarchus Simon, 1888
- Summacanthium Deeleman-Reinhold, 2001
- Tecution Benoit, 1977

## Systématique et taxinomie
Cette famille a été décrite par Wagner en 1887. Elle est placée en synonymie avec les Clubionidae. Elle est relevée de synonymie par Ono et Ogata en 2018.
Cette famille rassemble 376 espèces dans quinze genres.

## Publication originale
- Wagner, 1887 : « Copulationsorgane des Männchens als Criterium für die Systematik der Spinnen. » Horae Societatis Entomologicae Rossicae, vol. 22, p. 3-132 (texte intégral).